# Hanvec
 Hanvec  (en bretón Hañveg) es una población y comuna francesa, situada en la región de Bretaña, departamento de Finisterre, en el distrito de Brest y cantón de Daoulas.

## Demografía
| 1675 | 1516 | 1318 | 1374 | 1474 | 1605 |
| Para los censos de 1962 a 1999 la población legal corresponde a la población sin duplicidades (Fuente: INSEE [Consultar]) |      |      |      |      |      |